# Finland ved sommer-OL 2016
Finland deltog ved Sommer-OL 2016 i Rio de Janeiro som blev arrangeret i perioden 5. august til 21. august 2016.

## Medaljer
| 2016 Rio de Janeiro | Guld | Sølv | Bronze | Totalt |
| Finland             | 0    | 0    | 1      | 1      |

### Medaljevinderne
| Finland under sommer-OL 2016 i Rio de Janeiro | Finland under sommer-OL 2016 i Rio de Janeiro | Finland under sommer-OL 2016 i Rio de Janeiro | Finland under sommer-OL 2016 i Rio de Janeiro | Finland under sommer-OL 2016 i Rio de Janeiro |
| Medalje                                       | Navn                                          | Sport                                         | Event                                         | Dato                                          |
| --------------------------------------------- | --------------------------------------------- | --------------------------------------------- | --------------------------------------------- | --------------------------------------------- |
| Bronze                                        | Sergiu Toma                                   | Boksning                                      | Letvægt                                       | 17. august                                    |

## Svømning

### Resultater
| Dato      | Disciplin   | H/D    | Udøver         | Indledende heat | Indledende heat | Semifinale          | Semifinale          | Finale              | Finale              |
| Dato      | Disciplin   | H/D    | Udøver         | Tid             | Placering       | Tid                 | Placering           | Tid                 | Placering           |
| --------- | ----------- | ------ | -------------- | --------------- | --------------- | ------------------- | ------------------- | ------------------- | ------------------- |
| 6. august | 100 m bryst | Herrer | Matti Mattsson | 1:02,45         | 38              | ude af konkurrencen | ude af konkurrencen | ude af konkurrencen | ude af konkurrencen |
| 7. august | 100 m ryg   | Damer  | Mimosa Jallow  | 1:01,58         | 24              | ude af konkurrencen | ude af konkurrencen | ude af konkurrencen | ude af konkurrencen |